# Кубок Ізраїлю з футболу 2019—2020
Кубок Ізраїлю з футболу 2019–2020 — 81-й розіграш кубкового футбольного турніру в Ізраїлі. Титул вдруге здобув Хапоель (Беер-Шева).

## Регламент
Кубкова стадія складається з двох раундів: регіонального та національного, саме в національному раунді з 1/16 фіналу стратують клуби Прем'єр-ліги. Титул вчетверте здобув Бней-Єгуда.

## 1/16 фіналу
| Команда 1                   | Рахунок        | Команда 2                    |
| 19 грудня 2019              | 19 грудня 2019 | 19 грудня 2019               |
| --------------------------- | -------------- | ---------------------------- |
| Маккабі Бней Рейне (4)      | 2:0            | Маккабі Іроні Сдерот (2)     |
| Агудат Спорт Ашдод (3)      | 1:0 дч         | Хапоель (Петах-Тіква) (2)    |
| Хапоель (Афула) (2)         | 2:1            | Хапоель (Ашкелон) (2)        |
| Кафр-Касем (2)              | 1:0            | Хапоель (Кфар-Сава)          |
| Бней-Єгуда                  | 2:0 дч         | Хапоель (Хадера)             |
| Бней Сахнін (2)             | 3:2 дч         | Хапоель (Рамат-ха-Шарон) (2) |
| 20 грудня 2019              |                |                              |
| Маккабі (Кір'ят-Малахі) (4) | 1:4            | Хапоель (Раанана)            |
| Тіра (3)                    | 0:4            | Маккабі (Нетанья)            |
| Хапоель (Ноф-ха-Галіль) (2) | 3:1            | Хапоель Марморек (3)         |
| Хапоель (Бней-Лод) (2)      | 1:5            | Хапоель (Хайфа)              |
| Маккабі (Петах-Тіква) (2)   | 3:2 дч         | Хапоель Іроні (Кір'ят-Шмона) |
| 21 грудня 2019              |                |                              |
| Хапоель (Умм-ель-Фахм) (2)  | 3:2            | Маккабі (Тель-Авів)          |
| Маккабі (Хайфа)             | 3:1 дч         | Секція Нес-Ціона             |
| Ашдод                       | 3:4            | Хапоель (Беер-Шева)          |
| 22 грудня 2019              |                |                              |
| Хапоель (Тель-Авів)         | 2:0 дч         | Хапоель (Єрусалим) (2)       |
| Бейтар (Єрусалим)           | 5:0            | Хапоель (Рішон-ле-Ціон) (2)  |

## 1/8 фіналу
| Команда 1                   | Рахунок       | Команда 2                 |
| 14 січня 2020               | 14 січня 2020 | 14 січня 2020             |
| --------------------------- | ------------- | ------------------------- |
| Хапоель (Ноф-ха-Галіль) (2) | 0:1           | Маккабі (Петах-Тіква) (2) |
| Хапоель (Умм-ель-Фахм) (2)  | 0:1           | Маккабі (Хайфа)           |
| 15 січня 2020               |               |                           |
| Хапоель (Хайфа)             | 1:0           | Кафр-Касем (2)            |
| Агудат Спорт Ашдод (3)      | 2:4           | Хапоель (Раанана)         |
| Бней-Єгуда                  | 1:0           | Хапоель (Афула) (2)       |
| Бней Сахнін (2)             | 0:3           | Хапоель (Тель-Авів)       |
| 16 січня 2020               |               |                           |
| Маккабі (Нетанья)           | 1:2           | Хапоель (Беер-Шева)       |
| Бейтар (Єрусалим)           | 3:1           | Маккабі Бней Рейне (4)    |

## 1/4 фіналу
| Команда 1           | Рахунок        | Команда 2                 |
| 3 березня 2020      | 3 березня 2020 | 3 березня 2020            |
| ------------------- | -------------- | ------------------------- |
| Хапоель (Хайфа)     | 0:2            | Бней-Єгуда                |
| 4 березня 2020      |                |                           |
| Хапоель (Тель-Авів) | 2:1 дч         | Хапоель (Раанана)         |
| 5 березня 2020      |                |                           |
| Бейтар (Єрусалим)   | 1:1 пен. 3:5   | Маккабі (Петах-Тіква) (2) |
| 9 березня 2020      |                |                           |
| Маккабі (Хайфа)     | 1:2            | Хапоель (Беер-Шева)       |

## 1/2 фіналу
| Команда 1                 | Рахунок       | Команда 2           |
| 9 червня 2020             | 9 червня 2020 | 9 червня 2020       |
| ------------------------- | ------------- | ------------------- |
| Маккабі (Петах-Тіква) (2) | 2:0           | Хапоель (Тель-Авів) |
| 10 червня 2020            |               |                     |
| Хапоель (Беер-Шева)       | 1:1 пен. 6:5  | Бней-Єгуда          |

## Фінал
| 13 липня 2020 20:45 (EEST) |

| Хапоель (Беер-Шева)   | 2:0      | Маккабі (Петах-Тіква) (2) |
| --------------------- | -------- | ------------------------- |
| Саар 49' Пескейра 61' | Протокол |                           |

| Блумфілд, Тель-Авів Арбітр: Орел Грінфельд |